# Juan Belmonte
Juan Belmonte García (n. 14 aprilie 1892, Utrera, Andaluzia, Spania – d. 8 aprilie 1962, Sevilla, Andaluzia, Spania) a fost un toreador spaniol.

## Biografie
S-a născut în Sevilla, dar familia lui s-a mutat în cartierul Triana atunci când el avea trei ani, potrivit biografului A. Diaz Canabate. Belmonte și-a început cariera de toreador în 1908, călătorind în întreaga Spanie cu un grup de tineri toreadori numit Los Niños Sevillanos. A ucis primul taur pe 24 iulie 1910. Ca adult, tehnica lui era deosebită de cea a matadorilor predecesori; el stătea în picioare și aproape nemișcat și rămânea întotdeauna la câțiva centimetri de taur, spre deosebire de matadorii predecesori care stăteau departe de animal, pentru a nu fi luați în coarne. Ca urmare a acestei tehnici îndrăznețe, Belmonte a fost împuns frecvent, suferind multe răni grave.
Un astfel de incident a avut loc în noiembrie 1927, în timpul unei lupte cu tauri de la Barcelona. Belmonte a fost împuns în piept și fixat de un perete. Mai mulți alți toreadori l-au salvat. Printre spectatorii din acea zi au fost regele și regina Spaniei, precum și infanta Beatriz.
Rivalitatea lui Belmonte cu Joselito (poreclit și Gallito), un alt pretendent la titlul de „cel mai mare matador din toate timpurile”, din 1914 până în 1920 este cunoscută sub numele de Epoca de Aur a luptelor cu tauri. Această epocă s-a încheiat brusc atunci când Joselito a fost împuns fatal pe 16 mai 1920, la vârsta de 25 de ani, la o coridă din Talavera de la Reina, un orășel aflat în apropiere de Madrid. Belmonte a trebuit apoi să ducă singur povara luptelor cu tauri, cea ce s-a dovedit a fi de nesuportat și care a determinat în 1922 prima din cele trei retrageri temporare.

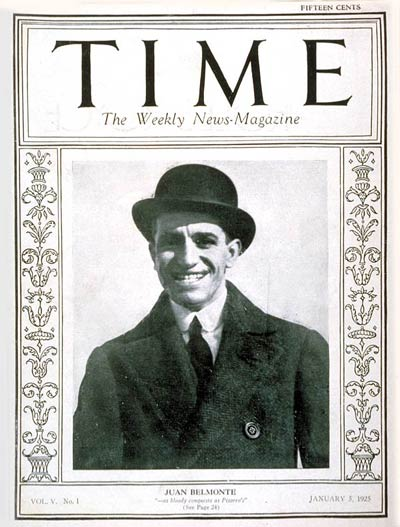
Belmonte pe coperta revistei Time, 5 ianuarie 1925

În 1919 Belmonte a participat la 109 coride (lupte cu tauri), număr neegalat de niciun matador până în sezonul de coride din 1965 când Manuel Benítez Pérez („El Cordobés”) a participat la 111 coride, depășind recordul lui Belmonte. Matadorul mexican Carlos Arruza a luptat în 108 coride într-un singur sezon, dar se spune că a refuzat să depășească recordul lui Belmonte din respect pentru maestru.
După a treia și ultima retragere din 1935, Belmonte s-a mutat la o fermă de 3.500 de acri din Andaluzia, unde a trăit o viață de fermier crescător de tauri. El a publicat, de asemenea, o autobiografie. Scrisă de Manuel Chaves Nogales și publicată în 1937, a purtat titlul Juan Belmonte, matador de toros: su vida y sus hazañas (Juan Belmonte, ucigaș de tauri: viața și faptele lui) și a reprezentat povestea lui, așa cum i-a fost narată lui Nogales. Cartea a fost tradusă în limba engleză de Leslie Charteris ca Juan Belmonte, Killer of Bulls. Belmonte a fost, de asemenea, un prieten apropiat al scriitorului american Ernest Hemingway și el apare în două cărți ale lui Hemingway: Moarte după-amiaza și Fiesta. La fel ca Hemingway, Belmonte s-a sinucis prin împușcare.
Juan Belmonte a fost singurul matador care a schimbat stilul luptelor cu tauri. Născut cu picioare puțin deformate, el nu putea alerga sau sări precum ceilalți băieți și astfel, atunci când în cele din urmă și-a început cariera de matador, el se așeza ferm cu picioarele pe pământ, nerenunțând niciodată. El silea taurul să-i dea târcoale, în timp ce matadorii predecesori alergau și săreau ca artiștii de circ.
În timpul carierei de toreador a suferit 24 de răni grave și nenumărate răni minore. Mai târziu a dezvoltat o gravă afecțiune cardiacă, identificată de un specialist din Madrid care l-a sfătuit să se menajeze și să abandoneze echitație, o instrucțiune pe care a respectat-o inițial, dar la care a renunțat, în ultima primăvară a vieții sale, pentru a-și călări calul favorit, Maravilla, la fermă, împreună cu fiul său. Cu puțin timp înainte de moartea sa a aflat că era bolnav de cancer pulmonar. După o ultimă plimbare de dimineață, el s-a întors acasă, la fermă, și a luat pistolul de 6,35 mm dintr-un sertar al biroului său și s-a împușcat. A murit cu o săptămână înainte de a împlini vârsta de 70 de ani. Berman și Wallace sugerează că gestul său ar putea fi o „sinucidere imitată”; auzind că prietenul lui, Hemingway, s-a sinucis în 1961, se spune că Belmonte ar fi răspuns „Bine a făcut”.
Împrejurările morții sale sunt sursa unor controverse. O versiune populară, prezentată în revista Life, descrie evenimentele astfel: atunci când medicul lui Belmonte i-a spus că, din cauza rănilor și traumelor suferite pe tot parcursul carierei, nu mai putea fuma trabucuri, călări, bea vin sau realiza acte sexuale cu femei, el a decis că era pregătit să moară. A ordonat să-i fie adus calul favorit, a luat o mână de trabucuri, două sticle din vinul său preferat și a mers pe cal la finca lui. Un film din 1995 despre viața lui, intitulat Belmonte, a fost regizat de Juan Sebastián Bollaín.
A fost înmormântat în cimitirul din Sevilla, la mai puțin de 20 de metri de mormântul rivalului său timp de șapte sezoane, Joselito. Dorința lui a fost să fie îngropat în mantia fraternității Săptămâna Mare. În perioada morții lui Belmonte, rânduielile catolice interziceau îngroparea sinucigașilor în pământ sfințit. Potrivit normelor religioase din ziua de azi, sinucigașul este considerat a fi temporar nebun și, astfel, ar putea avea parte de o înmormântare catolică. Cu toate acestea, moartea lui Belmonte a provocat o mare tristețe în orașul Sevilla.

## În cultura populară
Belmonte este menționat ca un fost prieten al lui Montgomery Burns în episodul 533: Patru regrete și o înmormântare al serialului de desene animate Familia Simpson.
Belmonte apare, de asemenea, ca personaj în filmul Miezul nopții în Paris (2011) al lui Woody Allen ca prieten al lui Ernest Hemingway, care îl consideră a fi „cu adevărat curajos”. El este portretizat de actorul suedez Daniel Lundh.
Ernest Hemingway îl prezintă pe Belmonte în romanul Moarte după-amiază și îl introduce ca personaj minor în romanul Fiesta.